# Breze, Koroška
Breze (nem.: Fresach) je občina in vaško naselje v hribovju nad Zgornjo Dravsko dolino v okraju Beljak-dežela na avstrijskem Koroškem s 1.249 prebivalci (stanje na 1. januar 2015).  Kraj je priznan kot zdraviliški kraj.

## Geografija

### Geografska lega
Območje občine Breze leži v celoti na območju  Krških Alp  med spodnjo Dravsko dolino in Dolino jezer (Seetal ali Gegendtal) 25 KM severozahodno od  Beljaka. Območje občine pokriva del Spodnje Dravske doline in na jugozahodu meji na reko  Dravo.

### Občinska struktura
Občino sestavljajo tri katastrske občine, in sicer Breze  (nem.: Fresach), Močirje (nem.: Mooswald) in Dražjikot (nem.: Tragenwinkl). Na ozemlju občine se nahaja sledečih 5 krajev in zaselkov (v oklepaju nemška imena in število prebivalcev, stanje 31. oktober 2011):
| - Breze (nem.: Fresach) (576) - Dražjikot (nem.: Tragenwinkl) (106) - Laas (87) - Mitterberg (166) - Močirje (nem.: Mooswald) (264) - Umbar (nem.: Amberg) (33) |

## Zgodovina
Na območju občine so bili najdeni sledovi keltske naselitve iz bronaste dobe.  Po letu 590 so na območje naselili Slovani. Tudi ta del Dravske doline so naselili zgodnji Slovenci oz. njihovi predniki za časa kneževine Karantanije. Od tedaj imamo tudi na tem območju slovenska ledinska imena ali krajevna imena, ki so bila tudi germanizirana, pa vendar to dokazuje prisotnost slovenščine v kraju. Na območju je potekala severna meja slovansko/slovenske poselitve, ki je bila sicer relativno redka – predvsem v nižje ležečih predelih kot je vas Breze in Lož ob Dravi. V 8. stoletju se na območje redke poselitve doseljujejo Bavarci.  Območje je v drugi polovici 11. in v začetku 12. stoletja pripadalo grofiji Lurn, ko pa so Lurnski grofje leta 1135 izumrli, je to območje od Špitala navzdol po reki Dravi postalo del neodvisne grofije Ortenburg oziroma Ortenburžanov.  V 12. stoletju je bila v Brezah zgrajena prva cerkev. Z izumrtjem Ortenburžanov so leta 1418 (1420) to posest podedovali Celjski grofje in ga imeli v posesti vse do njihovega izumrtja 1456. Celjski so Breze, ki je spadalo v gospostvo Ortenburg, dajali v fevd svojim vazalom vitezom Kellerbergom. Leta 1478 so Breze požgali Turki. Okoli leta 1518 je tudi Breze prišle pod oblast Habsburžanov. Leta 1599 je novo formirano gospostvo Špatrjan, kamor je sodilo tudi območje Brez,  pridobil  Jernej (Barthlme) Khevenhüller , ki  je umrl v letu 1613. Njegov dedič Hans VI. Khevenhüller, sin tretje žene Jerneja Khevenhüller-ja, je moral zaradi verskih razlogov (ker je bil protestant) leta 1629 zapustiti Koroško in se odpovedati vsej lastnini.
V začetku 16. stoletja je večina prebivalcev prešla v protestantsko veroizpoved. Po protireformaciji, ki je prisilila v pretvorbo v katoliško vero in cerkev, je veliko prebivalcev ostalo prikrito protestantskih. Po zakonu o strpnosti cesarja Jožefa II. je bila v Brezah leta 1782 ponovno ustanovljena protestantska župnija. Leta 1787 je bila zgrajena prva šola. Leta 1849 sta bili ustanovljeni dve občini Močirje (Mooswald) in Breze, ki pa sta se leta 1963 združili.

## Prebivalstvo
Po popisu prebivalstva leta 2001 je zabeleženo v Brezah 1.316 prebivalcev. 66,6% prebivalstva je protestantske in 30,0% rimsko-katoliške veroizpovedi. V naselju je tudi evangeličanska cerkev. 

## Kulturnozgodovinske znamenitosti
- Nova stavba Evangeličanskega škofijskega muzeja, ki je zgrajena leta 2011 za Koroško deželno razstavo;
- hiša verske tolerance zgrajena leta 1784 in prezbiterij – obe zgradbi spadata k muzeju;
- Evangeličanska cerkev (zgrajena 1949-1951);
- Katoliška župnijska cerkev sv. Blaža (1565)

## Osebnosti
- Franz Klammer, (* 1953), smučar, smukač iz Mooswald-a